# In the Shadows (Mercyful Fate)
In the Shadows è il terzo album dei Mercyful Fate e segna il ritorno della band riformatasi nel 1992 dopo lo scioglimento avvenuto a metà degli anni ottanta.

## Il disco
| Recensione | Giudizio |
| ---------- | -------- |
| AllMusic   | [ 1 ]    |

In the Shadows è stato registrato nell'aprile del 1993 a Dallas negli Stati Uniti e pubblicato a giugno dall'etichetta Metal Blade Records.

L'album si discosta dai precedenti soprattutto nelle tematiche trattate nei testi che non si basano più soltanto su argomenti occulti e satanici ma raccontano anche storie dell'orrore, come spesso avviene nelle canzoni di King Diamond.

L'album include i brani "Egypt" e "The Bell Witch" per i quali sono stati girati i relativi video e in molte edizioni è presente anche la traccia "Return of the Vampire... 1993", una nuova registrazione della canzone pubblicata nella raccolta Return of the Vampire, con ospite alla batteria Lars Ulrich dei Metallica.

## Tracce
1. Egypt  -  4:52 (King Diamond)
2. The Bell Witch  -  4:34  (King Diamond / Hank Shermann)
3. The Old Oak  -  8:55  (King Diamond / Hank Shermann)
4. Shadows  -  4:42  (King Diamond)
5. A Gruesome Time  -  4:31  (King Diamond / Michael Denner)
6. Thirteen Invitations  -  5:17  (King Diamond)
7. Room of Golden Air  -  3:07  (Michael Denner)
8. Legend of the Headless Rider  -  7:43  (King Diamond / Hank Shermann)
9. Is That You, Melissa?  -  4:41  (King Diamond)
10. Return of the Vampire... 1993  -  5:08  (King Diamond / Hank Shermann)  (bonus track)

## Formazione
- King Diamond - voce
- Hank Shermann - chitarra
- Michael Denner - chitarra
- Timi Hansen - basso
- Morten Nielsen - batteria (tracce 1-9)
- Lars Ulrich - batteria (traccia 10)
- Snowy Shaw - batteria (solo accreditato)
- John Marshall - clavicembalo (traccia 9)